# دو (نت موسیقی)

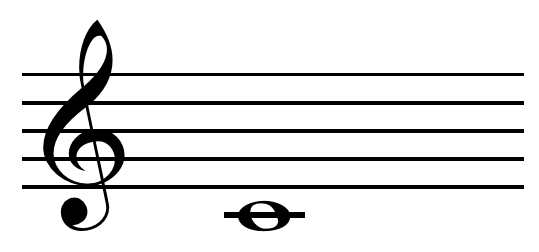
نت دو وسط

دو (به فرانسوی: do، به انگلیسی: C، به آلمانی: C) نام نخستین نُت از نُت‌های موسیقی است و «سی دیز» نت مترادف «دو» محسوب می‌شود. یک نت «دو» وسط یا (C4) بر اساس زیروبمی، فرکانسی معادل (۲۶۱٫۶۲۶ هرتز) را داراست.
هفت نُتِ موسیقی به‌ترتیب عبارت‌اند از: دو (C)، رِ (D)، می (E)، فا (F)، سُل (G)، لا (A)، سی (B). بدین ترتیب، این نُت‌ها از چپ به راست C,D,E,F,G,A,B هفت نُت اصلی موسیقی را تشکیل می‌دهند.

دو وسط روی چهار کلید مختلف

دو وسط روی کلاویه پیانو

## گام
گامها بر پایه نت «دو» عبارتند از:
- دو ماژور: دو، ر، می، فا، سل، لا، سی، دو.
- دو مینور تئوریک: دو، ر، می بمل، فا، سل، لا بمل، سی بمل، دو.
- دو مینور هارمونیک: دو، ر، می بمل، فا، سل، لا بمل، سی، دو.
- دو مینور ملودیک بالا رونده: دو، ر، می بمل، فا، سل، لا، سی، دو.
- دو مینور ملودیک پایین رونده: دو، سی بمل، لا بمل، سل، فا، می بمل، ر، دو.